# Carsten Schneider

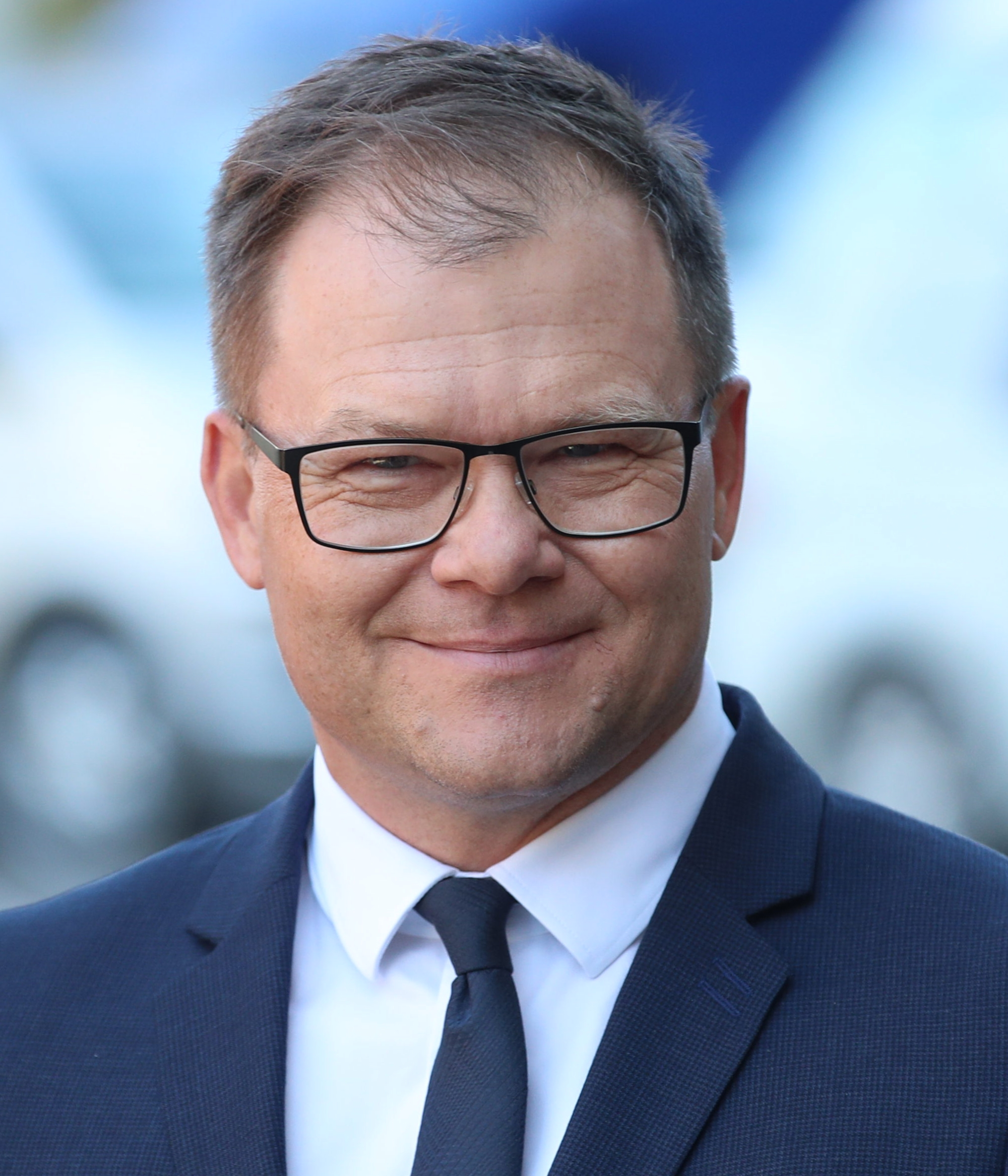
Carsten Schneider (2025)

Carsten Schneider (* 23. Januar 1976 in Erfurt) ist ein deutscher Politiker (SPD). Er ist seit 1998 Mitglied des Deutschen Bundestages und seit dem 6. Mai 2025 Bundesminister für Umwelt, Klimaschutz, Naturschutz und nukleare Sicherheit im Kabinett Merz.
Zuvor war er unter dem Kabinett Scholz Staatsminister beim Bundeskanzler und Beauftragter der Bundesregierung für Ostdeutschland sowie von 2017 bis 2021 Erster Parlamentarischer Geschäftsführer der SPD-Bundestagsfraktion.

## Herkunft, Ausbildung und Privates
Schneider wuchs im Erfurter Ortsteil Herrenberg auf. Nach dem Abitur im Jahr 1994 am Erfurter Johann-Wilhelm-Häßler-Gymnasium absolvierte er eine Berufsausbildung zum Bankkaufmann bei der Volksbank Erfurt, die er 1997 abschloss. Anschließend leistete er von 1997 bis 1998 seinen Zivildienst in einer Erfurter Jugendherberge ab. 2013 schloss er ein weiterbildendes Studium der Public Policy an der Universität Erfurt ab.
Er lebt in Potsdam, ist verheiratet und hat zwei Töchter.

## Partei
Schneider wurde im Jahr 1994 Mitglied der Jusos und 1995 Mitglied der SPD. Er war von 1996 bis 1999 stellvertretender Vorsitzender der Jusos Thüringen und gehörte in den Jahren 1999 bis 2003 dem Vorstand der SPD Thüringen an. Von 2014 bis 2017 war er stellvertretender Vorsitzender der SPD Thüringen.

## Abgeordneter
Bei der Bundestagswahl 1998 gewann Schneider mit 36,5 Prozent der Erststimmen das Direktmandat im Wahlkreis Erfurt und zog in den Deutschen Bundestag ein. Er war damals mit 22 Jahren der jüngste jemals in den Deutschen Bundestag gewählte Abgeordnete. In der 14. Wahlperiode war er Mitglied im Haushaltsausschuss und im Unterausschuss zu Fragen der Europäischen Union.
Im Jahr 1999 war er Mitgründer des Netzwerks Berlin. Er wechselte später zum Seeheimer Kreis, dessen Sprecher er von 2012 bis 2017 war.
Bei der Bundestagswahl 2002 gewann er im Wahlkreis Erfurt mit 42,1 Prozent der Erststimmen erneut das Direktmandat. In der 15. Wahlperiode war er Mitglied im Haushaltsausschuss und im Unterausschuss zu Fragen der Europäischen Union. Außerdem war er stellvertretender Sprecher der Fraktionsarbeitsgruppe Haushalt und Sprecher der Landesgruppe Thüringen.
Bei der Bundestagswahl 2005 gewann er mit 31,5 Prozent der Erststimmen das Direktmandat im Wahlkreis Erfurt – Weimar – Weimarer Land II. In der 16. Wahlperiode war er Mitglied im Haushaltsausschuss und im Vertrauensgremium. Außerdem war er Sprecher der Fraktionsarbeitsgruppe Haushalt und Sprecher der Landesgruppe Thüringen.
Bei der Bundestagswahl 2009 zog er über Platz 1 der thüringischen Landesliste in den Deutschen Bundestag ein. Im Wahlkreis Erfurt – Weimar – Weimarer Land II belegte er mit 22,4 Prozent der Erststimmen den dritten Platz hinter Antje Tillmann von der CDU und Frank Spieth von Die Linke. In der 17. Wahlperiode war er Mitglied im Haushaltsausschuss und im Vertrauensgremium. Außerdem war er Sprecher der Fraktionsarbeitsgruppe Haushalt und Sprecher der Landesgruppe Thüringen.
Bei der Bundestagswahl 2013 wurde er erneut über Platz 1 der thüringischen Landesliste in den Deutschen Bundestag gewählt. Im Wahlkreis Erfurt – Weimar – Weimarer Land II belegte er mit 23,9 Prozent der Erststimmen den zweiten Platz hinter Antje Tillmann (CDU). In der 18. Wahlperiode war er Mitglied im Gemeinsamen Ausschuss und im Vermittlungsausschuss. Außerdem war er stellvertretender Vorsitzender der SPD-Bundestagsfraktion und Vorsitzender des Vertrauensgremiums.
Bei der Bundestagswahl 2017 zog er erneut über Platz 1 der thüringischen Landesliste in den Deutschen Bundestag ein. Im Wahlkreis Erfurt – Weimar – Weimarer Land II belegte er mit 18,2 Prozent der Erststimmen den dritten Platz hinter Antje Tillmann von der CDU und Martina Renner von Die Linke. In der 19. Wahlperiode war er Mitglied im Gemeinsamen Ausschuss, im Vermittlungsausschuss und im Ältestenrat. Außerdem war er Erster Parlamentarischer Geschäftsführer der SPD-Bundestagsfraktion.
Bei der Bundestagswahl 2021 kandidierte er erneut auf Platz 1 der thüringischen Landesliste und gewann im Wahlkreis Erfurt – Weimar – Weimarer Land II mit 24,4 Prozent der Erststimmen das Direktmandat. Am 8. Dezember 2021 wurde er zum Staatsminister beim Bundeskanzler und Beauftragten der Bundesregierung für Ostdeutschland ernannt.  Dies blieb er bis zum 6. Mai 2025.
Auch bei der Bundestagswahl 2025 zog er als Landespitzenkandidat erneut in den Bundestag ein. In seinem Wahlkreis Erfurt – Weimar – Weimarer Land II belegte er mit 7,9 % der Erststimmen den vierten Platz hinter Bodo Ramelow (Linke), Michael Hose (CDU) und Alexander Claus (AfD)

## Minister
Am 6. Mai 2025 wurde Carsten Schneider als Bundesminister für Umwelt, Klimaschutz, Naturschutz und nukleare Sicherheit im Kabinett Merz vereidigt.

## Mitgliedschaften
Von 1999 bis 2004 war Schneider Präsident des SSV Erfurt Nord. Seit 2001 ist er Vorsitzender des Vereins Erfurt rennt, der den gleichnamigen jährlichen Benefizlauf veranstaltet, und seit 2009 ist er Mitglied im Kuratorium des Förderkreises Neues Bauhaus-Museum Weimar. Von 2009 bis 2015 war er Mitglied im Kuratorium der Aktion Gemeinsinn.

## Auszeichnungen
Im Jahr 2011 erhielt Schneider den Politikaward in der Kategorie Aufsteiger des Jahres, der von der Fachzeitschrift Politik & Kommunikation vergeben wird.